# Кукишев, Денис Дмитриевич
Денис Дмитриевич Кукишев (родился 20 февраля 1991 года) — российский регбист, полузащитник команды «Витязь».
Образование — Российский Государственный Университет Туризма и Сервиса по специальности инженер-технолог
Выступал за сборную России
С 2009 по 2020 год выступал за регбийный клуб «ВВА-Подмосковье»
В 2020 году перешёл в казанскую Стрелу

## Достижения
Многократный призёр Чемпионата России по регби-15
Серебряный призёр Чемпионата Европы до 19 лет
Бронзовый призёр Мирового Трофея до 20 лет